# Zhuangzi

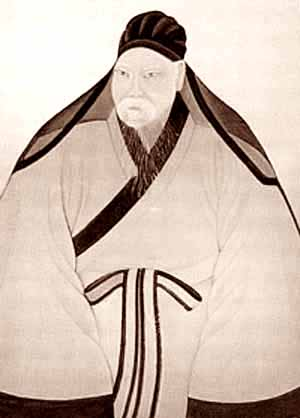
Zhuangzi

Zhuangzi (莊子 en xinès tradicional, 庄子 en xinès simplificat, Zhuāngzǐ en pinyin; Wade-Giles: Chuang Tzu o Chuang Tse, literalment, 'Mestre Zhuang') va ser un filòsof de l'antiga Xina que va viure al voltant del segle iv aC durant el període dels Regnes Combatents, que correspon al cim del pensament filosòfic xinès de les Cent Escoles de Pensament.
És considerat el segon daoista més important, darrere de Laozi, i hereu del pensament d'aquest últim. També és considerat un precursor del que, amb el temps, s'anomenaria anarquisme. Sembla que va viure entre el 370 i el 301 aC. Zhuangzi era del poble de Meng (蒙城 Méng Chéng), a l'estat de Song (actual Shāngqiū 商邱, Henan). El seu nom de pila era 周 Zhōu. També se'l conegué com 蒙吏, oficial Méng, 蒙莊 Méng Zhuāng i 蒙叟 ancià Méng.
El sinòleg suís Jean François Billeter ha criticat l'associació de Zhuangzi amb el daoisme perquè el daoisme no té un sol significat, sinó quatre o cinc. A més, afirmà que Zhuangzi té idees totalment contràries a les de Laozi, com que Laozi afirma que la realitat té un origen mentre Zhuangzi diu que no en té.

## Biografia
L'únic relat de la vida de Zhuangzi és un breu esbós al capítol 63 dels Registres del Gran Historiador de Sima Qian, i la major part de la informació que conté sembla haver estat simplement extreta d’anècdotes del mateix Zhuangzi. A la biografia de Sima, se'l descriu com un funcionari menor de la ciutat de Meng (a l'actual Anhui) a l'estat de Song, que va viure en l'època del rei Hui de Liang i del rei Xuan de Qi (finals del segle IV aC). Sima Qian escriu que Zhuangzi va ser especialment influenciat per Laozi, i que va rebutjar una oferta de treball del rei Wei de Chu, perquè valorava la seva llibertat personal.
La seva existència ha estat qüestionada per Russell Kirkland, que afirma que «no hi ha dades històriques fiables en absolut» per a Zhuang Zhou, i que la major part de la informació disponible sobre el Zhuangzi prové del seu comentarista del segle III, Guo Xiang .

## El llibre
Tradicionalment, Zhuangzi és considerat l'autor d'almenys una part del llibre daoista que porta el seu nom, el Zhuangzi (莊子). Des del 742, quan l'emperador Xuanzong de Tang va decretar títols honorífics per als textos daoistes, també era conegut com el Nan hua zhen jing (南華真經), que literalment significa 'El verdader clàssic del florir (cultural) del sud', cosa que fa al·lusió a la idea tradicional que Zhuangzi procedia del sud de la Xina.

Un estudi més aprofundit del text no ofereix una tria clara entre aquestes alternatives. D'una banda, com assenyala Martin Palmer a la introducció de la seva traducció, dos dels tres capítols que Sima Qian va citar a la seva biografia de Zhuangzi provenen dels Capítols exteriors i el tercer dels Capítols mixtos. 
| « | «Cap d'aquests no és considerat capítol autèntic de Chuang Tzu per certs puristes, però respiren l'esperit mateix de Chuang Tzu tant com, per exemple, el famós 'passatge de la papallona' del capítol 2.» | » |

 Aquest passatge resumeix el qüestionament radical de la realitat i la identitat de Zhuangzi. Com s'assenyala a l'edició de La Pléiade de Taoist Philosophies Volume I, la seva ubicació al final del capítol és destacable, atès que la tensió entre somni i realitat s'introdueix anteriorment (per exemple, seccions 49-50) i es revisita en altres parts del text (per exemple, capítol 6, 21). El passatge emfatitza el dilema solipsista zhuangzià: l'existència està confinada al moment present de l'autoconsciència, però el jo és paradoxalment un flux d'identitats, percebudes com a fragmentades pels altres però sintetitzades en un tot cohesionat, multiforme i multitemporal.
D'altra banda, el capítol 33 sovint s'ha considerat intrusiu, ja que és un estudi dels principals moviments durant les Cent Escoles de Pensament amb èmfasi en la filosofia de Hui Shi. A més, AC Graham i altres crítics han sotmès el text a una anàlisi estilística i han identificat quatre corrents de pensament al llibre: a) les idees de Zhuangzi o dels seus deixebles; b) una corrent de pensament primitivista similar a Laozi als capítols 8-10 i la primera meitat del capítol 11; c) una corrent molt fortament representada als capítols 28-31 que s'atribueix a la filosofia de Yang Zhu; i d) una quarta corrent que pot estar relacionada amb l'escola filosòfica de Huang-Lao. En aquest sentit, Martin Palmer va escriure que «intentar llegir Chuang Tzu seqüencialment és un error. El text és una col·lecció, no un argument en desenvolupament».
Aquesta obra, en la seva forma actual que consta de 33 capítols, es divideix tradicionalment en tres parts: la primera, coneguda com a Capítols Interiors, consta dels primers set capítols; la segona, coneguda com a Capítols Exteriors, consta dels següents 15 capítols; l'última, coneguda com a Capítols Mixtos, consta dels 11 capítols restants. El significat d'aquests tres noms és controvertit: segons Guo Xiang, els Capítols Interiors van ser escrits per Zhuangzi, els Capítols Exteriors escrits pels seus deixebles i els Capítols Mixtos per altres mans; l'altra interpretació és que els noms fan referència a l'origen dels títols dels capítols: els Capítols Interiors prenen els seus títols de frases dins del capítol, els Capítols Exteriors de les primeres paraules dels capítols i els Capítols Mixtos d'una barreja d'aquestes dues fonts.
Zhuangzi era conegut pels seus brillants jocs de paraules i l'ús d'una forma original de gōng'àn (xinès: 公案) o paràboles per transmetre missatges. Les seves crítiques de la societat confuciana i de personatges històrics són humorístiques i, de vegades, iròniques.
El text és una amalgama d'escrits de diversos gèneres (monòlegs, diàlegs, sàtires, discursos) i fonts. Es creu que Zhuangzi va escriure'n els primers set capítols (els capítols interns) i els seus estudiants i pensadors afins van ser els responsables de les altres parts (els capítols externs i els miscel·lanis). És difícil trobar proves concretes de l'autoria directa de Zhuangzi en cap part del text. Tanmateix, els capítols interns tenen una gran coherència conceptual i gramatical. Es pot estar bastant segur que van ser escrits per la mateixa mà, malgrat que no fos el mateix Zhuangzi en persona.
Zhuangzi ha estat categoritzat com a daoista per la tradició xinesa, però, paradoxalment, en els capítols interns de l'obra parla relativament poc sobre el Dao, fins i tot menys que Menci (Mengzi) i d'altres confucionistes. Com apunta Graham, «Zhuangzi mai no va saber que era daoista».
El sinòleg Jean François Billeter estudià l'obra per tal de trobar el significat que volia donar-li l'autor i pretenent trencar un prejudici respecte a la seva obscuritat trobà que tant els anteriors sinòlegs com els intèrprets xinesos estaven equivocats.
Els primers comentaris a l'obra històricament registrats els feu Guo Xiang entre el segle ii i III dC. Aquest fou el comentari més influent sobre la seua interpretació fins a l'actualitat. Billeter criticà aquesta interpretació a la dècada dels 2000.

## Les creences
En general la filosofia de Zhuangzi és de tipus escèptic, sota l'argument que la vida és limitada i el nombre de coses que caldria saber són il·limitades. Deia que intentar buscar allò que no té límit des del que és limitat, és una niciesa. El llenguatge i la cognició estan condicionats per la nostra pròpia perspectiva i hem d'anar amb compte en afirmar que les nostres conclusions són igualment certes per a totes les coses (wanwu).
El pensament de Zhuangzi també es pot considerar com un precursor del multiculturalisme i de la relativitat dels sistemes de valors. La seva relativitat davant el pensament sistemàtic el porta fins i tot a dubtar de la base dels arguments pragmàtics, ja que això pressuposa que la vida és bona i la mort és dolenta. En la quarta secció de La gran felicitat (至樂 Zhìlè, el divuitè capítol del llibre), Zhuangzi expressa la seva llàstima per un crani que troba llançat al costat del camí. Zhuangzi lamenta que el crani formi part de la mort, però el crani li contesta, «I com saps que és dolent estar mort?». Un altre exemple assenyala que no hi ha cap estàndard universal de bellesa. Diu, en un fragment del capítol Sobre la reparació de les coses, també anomenat Discurs sobre l'ordenació de les coses o, en la traducció de Burton Watson (traduït al seu torn al castellà per Alex Ferrara, Discurso sobre la igualdad de les cosas (齊物論 Qí wù lùn, el segon capítol del llibre):
| « | Mao Qiang i Li Ji (dues boniques cortesanes) són el que la gent considera belles, però si els peixos les veiessin s'enfonsarien en les profunditats; si les aus les veiessin, s'envolarien pels aires; si els cérvols les veiessin, se n'anirien galopant. Dels quatre, qui sap el que en el món és veritablement bell? | » |

Zhuangzi creu que les persones han de viure al món amb ment oberta i equanimitat, com «vagant als daus de Yi, els que estan al mig, estan al mig de la terra, però els que no encerten estan destinats a morir. L'atac fa que tothom sigui Yi Ye» en referència a guanys i pèrdues, així que aquells que estan lliures del dany dels arcs i fletxes pensen que són intel·ligents i estan feliços de ser egoistes. Aquells que estimen el destí, no al mig, «sabent què fer i estant en pau amb el destí, només els virtuosos ho poden fer». Pel que fa a la crueltat del monarca, Zhuangzi va emfatitzar repetidament: «Vaig sentir que Wei Jun era jove i fort, però va actuar de forma independent; va usar el seu país a la lleugera, però no va veure les seves falles; no és res com això». un rei és com estar amb un tigre, a qui només es pot seguir. «No saps qui cria un tigre! No t'atreveixis a donar-li un ésser viu, perquè ho matarà; no t'atreveixis a donar-li tot, perquè ho matarà; el tigre quan tingui gana i estigui satisfet, satisfarà la seva ira. Els que es diferencien dels altres i s'afalaguen i sostenen per si mateixos són submisos; No ho facis de tant en tant, perdràs el teu títol i arruïnaràs el teu cap». Es pot veure la dificultat d'estar amb el rei. Zhuangzi creu que la vida ha de perseguir la llibertat.
Similar al budisme, Zhuangzi també creu que la vida té un costat trist. Qi Wu Lun té una dita: «Una vegada que pren forma, no oblidis esperar que es faci. Amb el full de la cosa, va com un galop i no hi ha manera d'aturar-se. No és tan trist! Serveix tota la vida sense veure el seu èxit. No és trist estar cansat i esgotat sense saber a on pertànyer?, la gent! no es diu gran dolor? És la vida humana realment com una resplendor? Estic sol i hi ha persones que no ho fan?» Aquest és un altre concepte important en la filosofia de Zhuangzi, que és l'àmbit de l'alliberament espiritual individual, és a dir, viure al món sense contradicció. Zhuangzi no nega les contradiccions, però emfatitza l'eliminació subjectiva de les contradiccions. Zhuangzi utilitza inacció per explicar aquest terme. A diferència de Laozi, inacció aquí fa referència a l'estat lliure i sense traves de la ment que no està destorbat per objectes externs. Aquest estat, també conegut com a wu wai, no significa res relatiu. En aquest moment, la gent va abandonar la recerca de la fama i la riquesa, aprofita la justícia del cel i la terra, i evita el debat dels sis qi, per viatjar sense fi. Aquesta oració generalment es considera el tema principal de Xiaoyaoyou i també el tema principal de Zhuangzi. Aquest és un estat on el cor i el Tao estan units.